# メタル・グルー
「メタル・グルー」（“Metal Guru”）は、イギリスのロック・バンドT・レックスの楽曲。作曲はマーク・ボラン。バンドはこのシングルで4回目（最後）の全英シングルチャート1位を獲得し、1972年5月から6月にかけ4週の首位を維持した。1972年のアルバム『ザ・スライダー』に収録されている。
『ゲット・イット・オン』成功からわずか10か月しか経過していなかったが米国のチャートでは振るわなかった。カナダでは1972年7月に45位に入った。
ボラン自らこの楽曲の明白に宗教的な言及箇所について次のように説明している。
華やいだ人生を歌っているんだ。「メタル・グルー」っていうのは、ありとあらゆる神的存在のことなんだよね。僕は神を信じるけど、宗教とかそういうことじゃないんだ。「メタル・グルー」は、かけがえのないもの、神様なんだよ。神がどうしてるみたいか考えたんだけど、彼は完全に孤独で電話機も持ってないだろうね。もう僕の声は電話に届かない。時々みんなが電話をくれるけど聴こえるのは僕のコードだけ。
2008年、オンラインマガジン『フリーキー・トリガー』は「メタル・グルー」を「The Top 100 Songs of All Time」の37位に選んだ。

## 収録曲
イギリス（EMI）
1. “Metal Guru”
2. “Thunderwing”
3. “Lady”

ドイツとスペイン（Ariola）
1. “Metal Guru” (2:25)
2. “Lady” (2:12)

フランス（Columbia）
1. “Metal Guru” (3:45)
2. “Lady” (3:50)

## 参加ミュージシャン
- マーク・ボラン – ボーカル、ギター
- ミッキー・フィン（英語版） – パーカッション、ボーカル
- スティーヴ・カーリー（英語版） – ベース
- ビル・レジェンド（英語版） – ドラムス
- ハワード・ケイラン（英語版）、マーク・ボルマン（英語版） – バッキングボーカル
- トニー・ヴィスコンティ – ストリングス編曲、プロデュース

## チャート成績
| チャート（1972）                        | 最高 順位 |
| --------------------------------------- | --------- |
| オーストラリア（Kent Music Report）     | 10        |
| オーストラリア (Go-Set National Top 40) | 8         |
| カナダ トップシングルス (RPM)           | 45        |
| フィンランド (Suomen virallinen lista)  | 22        |
| フランス (IFOP)                         | 29        |
| アイルランド (IRMA)                     | 1         |
| ノルウェー (VG-lista)                   | 4         |
| 南アフリカ（Springbok Radio）           | 14        |
| スペイン (AFE)                          | 13        |
| UK シングルス (OCC)                     | 1         |
| 西ドイツ (Official German Charts)       | 1         |

| チャート（1991）    | 最高 順位 |
| ------------------- | --------- |
| アイルランド (IRMA) | 27        |

### 年間チャート
| チャート（1972）                    | 順位 |
| ----------------------------------- | ---- |
| オーストラリア（Kent Music Report） | 80   |

## カバー等
- ザ・スミスは、「メタル・グルー」に影響を受けて楽曲「パニック」を作った。